# Ясли Христовы
Ясли Христовы — ясли (кормушка для домашних животных), в которые, согласно евангельскому рассказу, Богородица как в колыбель положила новорождённого младенца Иисуса Христа. Известны две реликвии, отождествляемые с яслями Христовыми, — в Вифлееме и в Риме.

## Евангельский рассказ
О яслях упоминает в своём Евангелии апостол Лука: 

Когда же они были там, наступило время родить Ей; и родила Сына своего Первенца, и спеленала Его, и положила Его в ясли, потому что не было им места в гостинице.
— Лк. 2:6-7
Далее ангел, возвещая пастухам о рождении Спасителя, говорит «вот вам знак: вы найдете Младенца в пеленах, лежащего в яслях» (Лк. 2:12).
Кроме канонического Евангелия о том, что новорождённого Иисуса положили в ясли, повествуют апокрифические Арабское евангелие детства Спасителя и Евангелие псевдо-Матфея:

Она вошла в хлев и положила Младенца в ясли, и вол и осел (bos et asinus) поклонились Ему. Тогда исполнилось то, о чём говорил пророк Исайя: «Вол знает владельца своего, и осел — ясли господина своего».

Протоевангелие Иакова говорит о яслях уже в момент начала избиения младенцев Иродом: «Мария, услышав, что избивают младенцев, испугавшись, взяла ребёнка своего и, запеленав, положила в воловьи ясли».

## Ясли в пещере Рождества
Под амвоном базилики Рождества в Вифлееме находится пещера Рождества Христова. В пещере устроен придел Яслей (сегодня он находится в ведении католиков). Справа от входа в этот придел находятся Ясли, где был положен Христос после рождения. Они представляют собой обложенное белым мрамором углубление в полу (ок. 1 х 1,3 м), устроенное в виде колыбели. Над Яслями горит пять неугасимых лампад, а за ними, у стены, поставлен небольшой образ, изображающий поклонение вифлеемских пастухов Младенцу.
В древности, по свидетельству Иеронима Стридонского, ясли были сделаны из глины, а затем их выполнили из золота и серебра. Средневековые паломники прикладывались к яслям через три круглых отверстия, имевшихся в их мраморном обрамлении. В XIX веке Михаил Скабалланович описывает ясли Христовы как сделанные из мрамора, причём «дно из белого мрамора, а боковые стенки из коричневого мрамора; в яслях лежит сделанное из воска изображение младенца Христа».

## Ясли в базилике Санта-Мария-Маджоре
В римской базилике Санта-Мария-Маджоре с 642 года хранятся привезённые из Палестины дощечки, почитаемые как ясли Христовы. Их называют «Sacra Culla» (лат. Sanctа Сunabula — Святая колыбель). Они сделаны из оливкового дерева и представляют собой пять дощечек, скреплённых металлическими полосами. На одной из металлических полос сохранилась сильно затёртая греческая надпись VII—IX веков с именами христианских святых. Точное время изготовления самих дощечек не установлено, есть мнение, что их возраст меньше, чем должен был быть у подобных деревянных пластин, если бы они находились в Вифлеемской пещере при рождении Христа. Возможно, эта реликвия была положена в пещеру христианами Иерусалимской церкви взамен оригинальных яслей, которые паломники в первые века разобрали как святыню.
Дощечки помещены в драгоценный реликварий, который установлен в крипте под главным алтарём базилики. Реликварий изготовлен из хрусталя, золота и серебра Джузеппе Валадье в 1802 году. В крипту ведут две лестницы справа и слева от алтаря. Перед реликварием помещена скульптура коленопреклонённого папы Пия IX работы Альберто Джакометти.
По традиции 25-го числа каждого месяца к яслям допускают верующих для поклонения, а в рождественский сочельник совершают с ними крестный ход вокруг базилики.